# 亚谢涅沃站
亞先涅沃站（羅馬化：Yasenevo）是莫斯科地鐵卡盧加－里加線的一個車站，設計者是N. Shumakov、G. Mun和N. Shurygina，開通於1990年1月17日。車站使用了金屬瓷磚和粉紅大理石裝飾。